# 麥嘯霞
麥嘯霞（Mak Siu Ha，1904年—1941年12月17日），香港畫家、粵劇撰曲人、電影導演及演員。麥嘯霞的銀幕處男作局部有聲粵語文藝片《良心》（1933年11月28日香港公映，擔任導演及演員，並撰寫歌曲）；遺作是粵語 黑色喜劇《血灑桃花扇》（1940年9月28日香港公映，擔任導演及編劇），一生參予廿多電影。麥嘯霞在1940年撰寫書籍《廣東戲劇史畧》，列舉從明朝至清朝以來較有影響的粵劇撰曲家。

## 公益義演
麥嘯霞為「香港婦女新運會」在1940年1月主辦「中國閨秀青年戲劇慈善會」，義務撰寫粵劇《虎膽蓮心》，激勵中國國民奮勇抗擊入侵的日軍，1940年1月5日（星期五）晚上在上環太平戲院公演。

## 被日軍炸死
- 1941年12月17日上午9時，日軍空襲香港，麥嘯霞不幸在香港島羅便臣道「安華車房」中彈，屍首無存，遺下妻子馮潔華在事發4天後才驚悉噩耗[2]。

## 麥嘯霞紀念學校
- 1948年2月25日（星期三）至27日（星期五），在香港島皇后大道中38號三樓「中國近代書畫匯」裡，舉行『時賢書畫義展』，高劍父、吳公虎、葉恭綽、趙少昂、鄧爾雅、陳荊鴻等畫家捐出100多幀作品作義賣，所得善款全部撥作「麥嘯霞紀念學校」籌募辦學基金[3]。

## 麥嘯霞撰曲
- 1933年局部有聲粵語文藝片《良心》插曲〈銷魂月〉；演唱：白玉堂；
- 1935年粵語文藝片《殘歌》主題曲〈夢〉；演唱：李綺年。

## 麥嘯霞著作
《廣東戲劇史畧》

## 外部連結
- 麥嘯霞在互联网电影资料库（IMDb）上的資料（英文）（英文）
- 麥嘯霞在香港影庫上的簡介
- 麥嘯霞在时光网上的簡介（简体中文）
- 香港電影資料館：麥嘯霞參予電影的記錄[永久]
- YouTube上的麥嘯霞撰曲：《殘歌》主題曲〈夢〉